# Avalon (album, Roxy Music)
Avalon je osmé a poslední studiové album anglické rockové skupiny Roxy Music. Vydáno bylo v květnu roku 1982 společnostmi E.G. Records a Polydor Records. Spolu se členy kapely, kterými v té době byli pouze zpěvák Bryan Ferry, kytarista Phil Manzanera a saxofonista Andy Mackay, se na jeho produkci podílel Rhett Davies. Nahrávání alba probíhalo ve studiích Compass Point Studios v Nassau (Bahamy) a The Power Station v New Yorku (USA).

## Seznam skladeb
Autorem všech skladeb je Bryan Ferry, pokud není uvedeno jinak.
1. More than This – 4:30
2. The Space Between – 4:30
3. Avalon – 4:16
4. India – 1:44
5. While My Heart Is Still Beating (Ferry, Andy Mackay) – 3:26
6. The Main Thing – 3:54
7. Take a Chance with Me (Ferry, Phil Manzanera) – 4:42
8. To Turn You On – 4:16
9. True to Life – 4:25
10. Tara (Ferry, Mackay) – 1:43

## Obsazení
Roxy Music
- Bryan Ferry – zpěv, klávesy, kytarový syntezátor
- Andy Mackay – saxofon
- Phil Manzanera – kytara

Ostatní hudebníci
- Neil Hubbard – kytara
- Andy Newmark – bicí
- Rick Marotta – bicí
- Alan Spenner – baskytara
- Neil Jason – baskytara
- Paul Carrack – klavír
- Jimmy Maelen – perkuse
- Kermit Moore – violoncello
- Fonzi Thornton – doprovodné vokály
- Yanick Etienne – doprovodné vokály